# Jacob Paul von Gundling

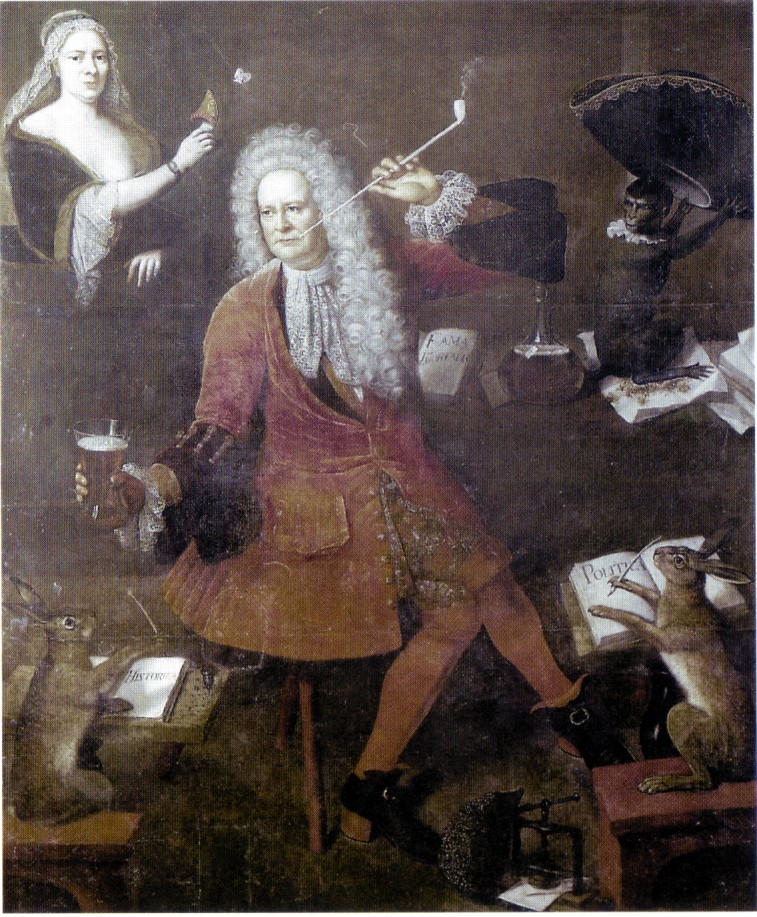
Jacob Paul von Gundling et sa femme Anne de Larray.

Jacob Paul von Gundling, né le 19 août 1673 à Hersbruck et mort le 11 avril 1731 à Potsdam, est un historien allemand.

## Biographie
Fils du théologien Wolfgang Gundling, il fait ses études à l'École régionale de Pforta à Bad Kösen en Saxe-Anhalt.
En 1705, le roi Frédéric Ier de Prusse le nomme professeur à l'Académie militaire de Berlin.
En 1713, après la mort de Frédéric Ier, son fils, Frédéric-Guillaume Ier de Prusse, abolit l'Académie militaire berlinoise. Il nomme Jacob Paul von Gundling conseiller d'État et historien officiel de la Cour royale de Prusse.
Membre du Collège du tabac de Berlin et participant souvent à des fêtes alcoolisées, il est sujet aux moqueries et traité de fou. Humilié, il est bientôt rejeté par la Cour et doit se réfugier chez son frère Nikolaus Hieronymus Gundling, philosophe et jurisconsulte.
En 1720, il se marie avec Anne de Larray, la fille d'un aristocrate huguenot. Atteint d'un ulcère à l'estomac, il finit par se ranger.
En 1718, revenu en grâce, le roi le nomma président de l'Académie royale des sciences et des lettres de Berlin. Malgré cette position prestigieuse, il était toujours sujet, de la part de certains aristocrates de la Cour, de moqueries désobligeantes.
Le 11 avril 1731, Jacob Paul von Gundling meurt des suites de son ulcère à l'estomac.
En tant qu'historien, il a écrit et publié des biographies, des textes historiques et des descriptions des pays de Brandebourg et de Poméranie.
Il eut une double vie, partagée entre ses frasques qui le firent passer pour un savant fou et de faible volonté et ses écrits et sa grande culture. Il rédigea notamment une biographie du roi Albert Ier de Brandebourg ("Leben und Thaten des durchlauchtigsten Fürsten und Herrn, Herrn Albrechten des Ersten, Markgrafen zur Brandenburg aus dem Hause Ascharien und Ballenstäd", Berlin : 1730).

## Travaux

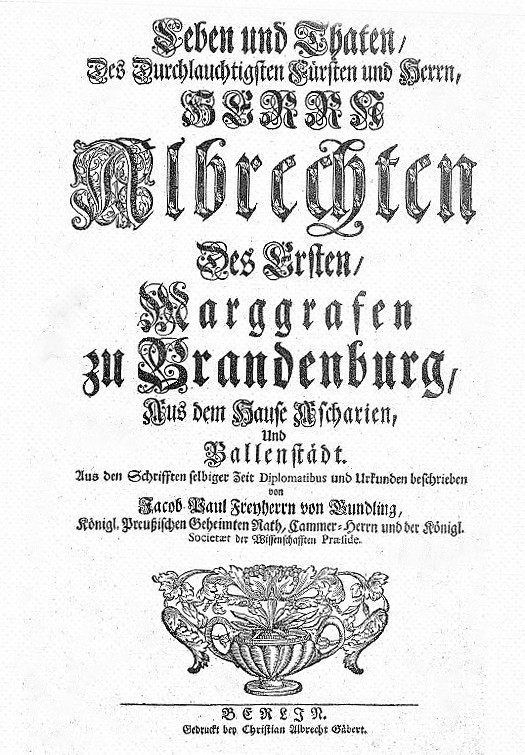
Page couverture de Actes de l'illustre Prince et Seigneur, Albrecht Ier, margrave de Brandebourg (1730).

- Leben und Thaten Churfürsten Friedrichs I., 1715
- Nachrichten vom Alterthume der Stadt Halle, 1715
- Geschichte und Thaten Kaiser Heinrichs VII, 1719
- Geschichte und Thaten Kaiser Konrads IV aus dem Geschlechte der Herzöge von Schwaben, wie auch Kaiser Wilhelms aus dem Geschlechte der Grafen von Holland, 1719
- Auszug brandenburgischer Geschichten, Halle 1722
- Geschichte und Thaten Kaiser Richards aus dem Geschlechte der Könige von England, 1722
- Pommerscher und Brandenburgischer Atlas, 1724
- Leben und Thaten des durchlauchtigsten Fürsten und Herrn, Herrn Albrechten des Ersten, Markgrafen zur Brandenburg aus dem Hause Ascharien und Ballenstädt. Gedruckt bei Christian Albrecht Gäbert, Berlin 1730
- Leben und Thaten Friedrichs des Anderen, 1731
- Leben und Thaten Alberti Ursi, 1731